# HD 23079 b
HD 23079 b는 그물자리 방향으로 지구로부터 약 114광년 떨어진 곳에 있는 외계 행성이다. 최소 질량은 목성의 2.45배로, 이 값만으로 따지면 HD 23079 b는 슈퍼 목성의 반열에 들어간다.(다만 궤도경사각이 밝혀지지 않았기 때문에 실제 질량은 이보다 클 가능성이 높다) 항성을 1회 도는 데에는 정확히 2년이 걸리며, 별로부터 떨어진 거리는 평균 1.6 AU이다. 공전궤도 이심률은 물고기자리 109 b, HD 75898 b, HD 69830 b와 거의 비슷한 약 0.102이다. 이 수치에 따르면 b는 항성에 가까워질 때는 약 1.44, 멀어질 때는 1.76 천문단위까지 떨어진다. 지구에서 바라보았을 때 b와 항성이 떨어진 간격은 대략 47 밀리초각 정도이다. 행성의 중력 때문에 항성이 떨리는 수치는 구체적으로 초당 약 54.9미터이다.
과학자들은 b의 질량이 크기 때문에 암석 행성이 아닌, 태양계의 가스 행성들과 비슷한 형태를 띠고 있으리라 추측하고 있다. 수다르스키의 외계 행성 겉모습 분류에 따르면 b는 대기 상층이 물의 구름으로 가득하여 창백한 흰색의 공처럼 보일 것이다.
이 행성은 2001년 틴니 연구진이 발견했다. 행성의 중력이 항성을 흔드는 도플러 효과를 이용하여 존재를 입증했다.

## 참고 문헌
- (영어) Tinney;  외. (2002). “Two Extrasolar Planets from the Anglo-Australian Planet Search”. 《The Astrophysical Journal》 571 (1): 528–531. doi:10.1086/339916. 2012년 3월 28일에 원본 문서에서 보존된 문서. 2009년 6월 21일에 확인함.
- (영어) Dvorak, R.; Pilat-Lohinger, E.; Schwarz, R.; Freistetter, F. (2004). “Extrasolar Trojan planets close to habitable zones”. 《Astronomy &Astrophysics》 426: L37. doi:10.1051/0004-6361:200400075.